# Filiforme
La palabra filiforme se refiere a los objetos que tienen forma y apariencia de hilo, finos y alargados. Refiriéndose a la escritura, es en la que  se escribe prácticamente sin separar el bolígrafo del papel, pegando la letra mucho al renglón. Se llama así porque da la impresión de que lo escrito no es más que un hilo desecho en el papel. Es propia de notas rápidas.
- Datos: Q5861965